# Пурпурная революция
Пурпурная революция (англ. Purple Revolution, араб. ثورة أرجوانية‎) — принятое в западной прессе обозначение пути вестернизации Ирака под контролем британо-американских оккупационных войск. Термин употреблен в 2005 Джорджем Бушем-младшим на встрече с Владимиром Путиным в Братиславе по аналогии с «цветными революциями» в Восточной Европе.
Декларируется как переход от тоталитарного режима Саддама Хусейна, уничтоженного в результате интервенции США в 2003 году, к многопартийной парламентской республике в 2005, закрепившей баланс этнорелигиозных общин Ирака (суннитов, шиитов и курдов). До «революции» вся полнота власти принадлежала Совету революционного командования, затем американской оккупационной администрации, затем с 2004 временному национальному правительству Айяда Аллауи. Ныне парламент Ирака представляет собой 275-местную Национальную ассамблею, избираемую по партийным спискам, где большинство закреплено за шиитами.